# Frank William Green
Pour les articles homonymes, voir Frank Green et Green.
Frank William Green (15 mars 1876-24 décembre 1953) est un homme politique canadien de la Colombie-Britannique. Il est député provincial conservateur de la circonscription britanno-colombienne de Cranbrook de 1941 à 1949. Il est député de la coalition libérale-conservatrice de 1945 à 1949.

## Biographie
Né à Victoria, Green étudie la médecine à l'université McGill de Montréal. Après ses études, il travaille comme médecin pour le Canadien Pacifique lors de la construction du chemin du col du Nid de Corbeau dans la vallée du Kootenay. Simultanément, il opère un hôpital et traite une épidémie de fièvre typhoïde.
S'installant à Cranbrook, il est l'un des premiers médecins de la région. Il s'associe avec James Horace King en 1903 et leur installation devient un centre incontournable de la médecine locale avec plusieurs équipements modernes dont une machine à rayon x,.
Son fils, William Otis Green, devient également médecin et pratique avec son père dans la région à Cranbrook,.
Green meurt de défaillance cardiaque à la St. Eugene Hospital de Cranbrook en décembre 1953 à l'âge de 77 ans. Il est plus tard incinéré à Calgary,.

## Hommage
Le F. W. Green Medical Centre et le F. W. Green Memorial Home de Cranbrook sont nommés en son honneur.